# 絨毛膜絨毛
絨毛膜絨毛（じゅうもうまくじゅうもう、英: Chorionic villi）とは、胎児側の胎盤を構成する絨毛膜の面。単に絨毛と呼ばれることが多い。
母体と胎児間の栄養交換の場所となる。